# Agnès de Castro
|  | «Inês de Castro» redirigeix aquí. Si cerqueu la pel·lícula del 1944, vegeu «Inês de Castro (pel·lícula)». |

Agnès de Castro   (Comarca da Limia, 17 de desembre de 1320 - Coïmbra, 7 de gener de 1355) va ser una noble castellana, membre de la poderosa família Castro, que va ser dama de companyia de Constança Manuel, i amant del seu marit, l'infant Pere de Portugal. Després de la mort de Constança el 1345, la relació es va consolidar i la seva influència fou tal, que el rei Alfons IV, amb el suport de la cort, va ordenar el seu assassinat. L'infant Pere va alçar-se en armes contra el seu pare, i a la mort d'aquest va fer-la enterrar amb honors. Agnès és considerada a títol pòstum reina consort de Portugal.

## Orígens
Pertanyia a una família de «rics homes» de Galícia. Va ser filla de Pedro Fernandes de Castro, senyor de Sarria i Monforte de Lemos, i d'Aldonça Soares de Valladares. Era besnéta del rei Sanç IV de Castella.

## Viatge a Portugal
La mort prematura de la seva mare i la seva relació amb la casa reial van portar-la fins a la cort de l'infant Joan Manuel, a la vila de Peñafiel. Va esdevenir dama de companyia de la seva cosina, Constança Manuel, a la qual va acompanyar a Portugal perquè estava promesa al príncep Pere, primogènit d'Alfons IV de Portugal.

### Amant del príncep Pere
Eventualment, Agnès, que va quedar-se a la cort portuguesa, va convertir-se en amant del príncep. La relació amorosa es va consolidar el 1345 amb la mort de Constança. Secretament, es casaren l'any següent i van tenir diversos fills, dels quals s'ignora la data de naixement, però es pot assegurar que van ser abans de la unió definitiva dels dos.
La seva influència a la seva cort va ser tal, que va alarmar el rei, preocupat per la influència de la família Castro sobre la cort portuguesa, i que podia provocar la implicació de Portugal en les lluites dinàstiques de la Corona de Castella.

## Infanta de Portugal
Nou anys després de la mort de Constança Manuel, el 1354, Agnès de Castro es va casar legalment amb Pere de Portugal davant el bisbe de Guarda. Tot i que la unió va ser beneïda, cap document va poder presentar-se que provés l'enllaç, així mateix no hi hagué cap especificació vers els drets de la nova esposa i els dels fills, i cap dels testimonis, ni tan sols el mateix infant en ascendir al tron, va poder fixar una data precisa del matrimoni clandestí.
Del seu matrimoni nasqueren:
- Beatriu (1347-1381).
- Joan (1349-1387), duc de València de Campos
- Dionís (1354-1397), duc de Cifuentes i Escalona

## Assassinat
El 1355, Alfons IV havia traslladat la seva cort a Montemor-o-Velho, quan diversos personatges influents, enemics de la família Castro, van persuadir el rei que era necessari disminuir les pretensions d'aquell casal gallec poderós, que es feia respectar arreu de Portugal i del Regne de Castella, i que el mitjà més segur per aconseguir-ho era matar Agnès abans del seu ascens al tron.
El rei Alfons va dubtar, ja que considerava una acció cruel matar una dona innocent de tota culpa i a més veia en el seu net, l'infant Ferran de Portugal, fruit del segon matrimoni del seu fill Pere, com l'hereu indiscutible al tron portuguès. Tot i això, el rei va aprofitar un dia en què l'infant Pere havia organitzat una cacera per dirigir-se al monestir de Santa Clara, pròxim a Coïmbra, on es trobava Agnès. Allà, Agnès de Castro, assabentada de les intencions del seu sogre, va sortir al seu davant rodejada dels seus fills i va commoure el rei lusità, que partí d'allà sense haver realitzat la feina. Els cavallers organitzadors del complot, veient la marxa del rei, van suplicar que els enviés a ells a fer la feina, i sembla que aquest no s'hi oposà, per la qual cosa Agnès de Castro fou morta a punyalades el 7 de gener de 1355.

## Venjança de l'infant Pere

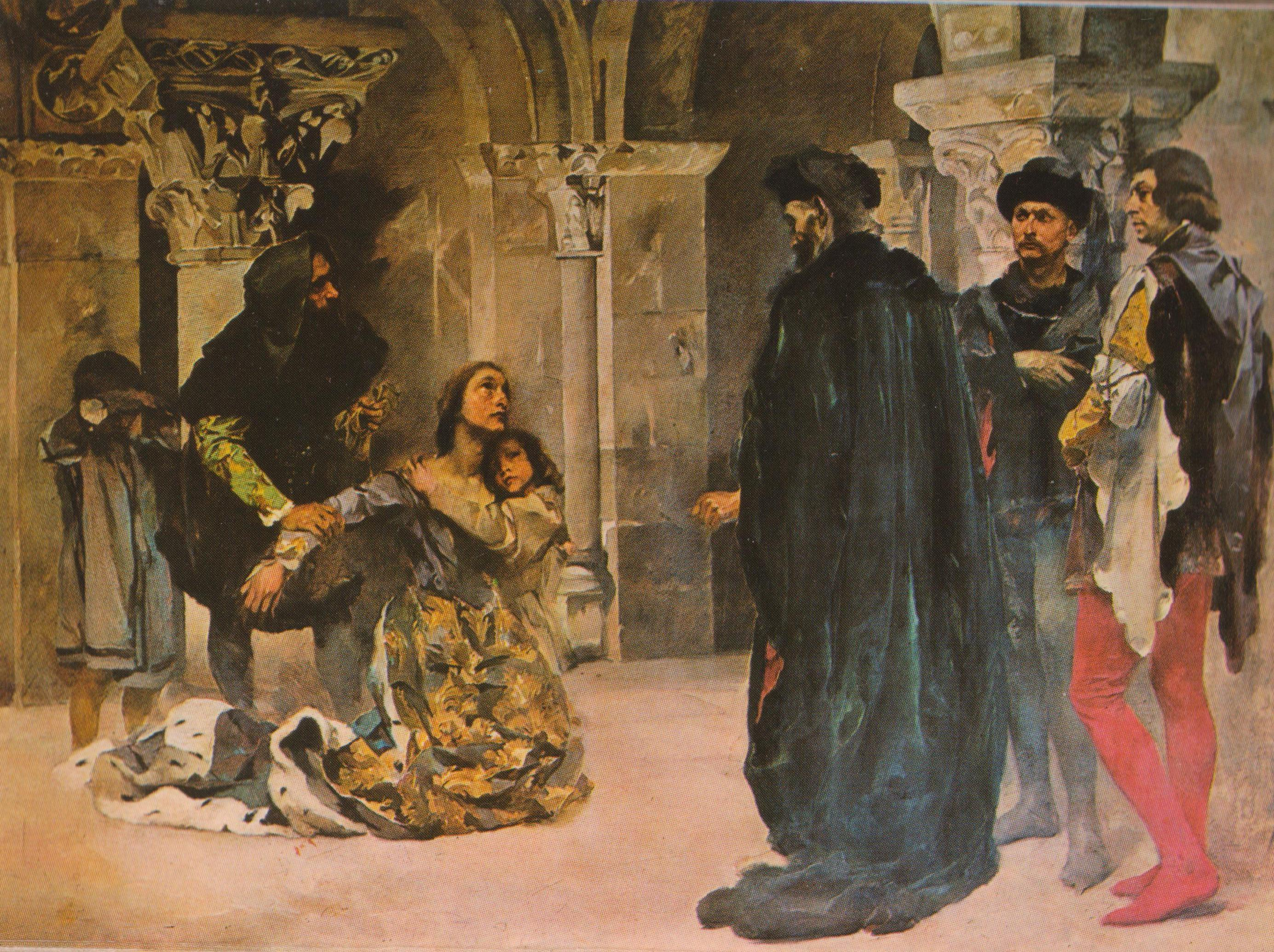
Mort d'Agnès de Castro

Els funerals van ser sumptuosos. El seu cos va ser sepultat a Alcobaça en una tomba de marbre blanc, amb una efígie coronada que Pere I havia fet preparar anteriorment, i prop de la qual va fer erigir la seva pròpia sepultura.
La llegenda i la història es confonen en aquest punt. Sembla que en arribar a ocupar el tron el 1357 va manar exhumar el cadàver d'Agnès i la va fer seure al tron per fer-se coronar conjuntament reis de Portugal, obligant els cortesans a retre-li els honors deguts a una reina.
Alguns historiadors suposen que l'origen d'aquesta llegenda pot ser el costum que hi havia a Portugal de besar la mà del cadàver dels reis, o també que als segles xiv i xv les efígies dels reis, modelades en cera, es col·locaven vora el sepulcre, i tal vegada aquesta efígie d'Agnès fos col·locada per Pere I de Portugal al tron, obligant que a la seva imatge, i no al seu cadàver, es rendissin els regis homenatges. Dels tres instigadors de la mort d'Agnès de Castro, dos, Pedro Coelho i Diego López Pacheco, van morir d'una manera terrible pel seu crim: al primer li va ser arrencat el cor pel pit i al segon per l'esquena, només Diego López va assolir escapar a la venjança del rei Pere.
La descendència d'Agnès no va ascendir directament al tron, ja que en fou apartada per il·legítima, en no tenir cap document que demostrés la legalitat del seu casament. Paradoxalment, a la mort de Ferran I de Portugal, fill del rei Pere, va ascendir al tron un altre fill il·legítim d'aquest últim, Joan de Portugal, el primer de la dinastia Avís.

## Trasllat del cos
Una vegada va ser coronat, va fer construir un mausoleu al monestir d'Alcobaça, on van ser sebollides les restes d'Agnès. El rei va supervisar personalment les obres, pel que es considera que l'estàtua de la reina és el retrat més fidel que es té de Castro. El sepulcre va ser assaltat el 1810.

## Agnès de Castro com a motiu literari
Al voltant de la figura i de la mort d'Agnès de Castro ben aviat es va formar una llegenda. Els fets apareixen relatats a la Crònica d'Alfons IV del segle XIV, però l'art i la literatura ben aviat van servir-se'n i van crear una tradició literària, on s'exposen tota mena de detalls macabres. N'és un exemple molt clar la coronació i el besamans dels súbdits i vassalls a la difunta, com una manera de demostrar submissió i la legitimitat de la reina, un relat que probablement es basa en el simbòlic trasllat del cos de Castro al monestir d'Alcobaça. Al cap dels anys, les obres literàries i artístiques van contribuir cada vegada més a la mitificació de la seva figura.

### Novel·la
- Ines de Castro (segle xviii) de Madame de Genlis.[2]

### Poesia
- Trovas à morte de D. Inès de Castro (1516) de Garcia de Resende,[2] inclosa a Cancioneiro Geral.[7]
- Esmentada a Os Lusíadas (1572) de Luís de Camões.[7]
- La infanta coronada (1606) Juan Soares de Alarcón.[7]

### Teatre
- Tragedia de donha Ignez de Castro (1558) d'Antonio Ferreira.[8][2]
- Nise lastimosa (1571) de Jerónimo Bermúdez.[8][2]
- Nise laureda (1577) de Jerónimo Bermúdez.[8]
- Reinar después de morir (1625) de Luis Vélez de Guevara.[8][6]
- Inés de Castro (1723) de Houdar de la Motte.[2]
- Inés de Castro (1822) de Victor Hugo.[2]
- La reine morte (1942) de Henry de Montherlant.[2]
- Corona de amor y muerte (1955) d'Alejandro Casona.[2]

### Òpera
- Inés de Castro (1835) de Giuseppe Persiani i llibret de Salvadore Cammarano.[2]
- Inés de Castro (1976) de Thomas Pasatieri i llibret de Bernard Stamblery.[2]

### Cinema
- Inés de Castro (1944). Direcció de José Leitão de Barros i Manuel García Viñolas.[2]
- Inés de Portugal (1997). Direcció de José Carlos de Oliveira.[2]

### Televisió
- Pedro e Inês, sèrie de televisió per a la RTP de Portugal (2005)